# اویار-سور-سائن
اویار-سور-سائن (به فرانسوی: Auvillars-sur-Saône) یک کمون در فرانسه با جمعیت ۲۹۲ نفر است که در Canton of Seurre واقع شده‌است.